# بيتر دي غروت
بيتر دي غروت (بالهولندية: Pieter de Groot)‏ (و. 1615 – 1678 م) هو سياسي، ودبلوماسي هولندي، ولد في روتردام، توفي عن عمر يناهز 63 عاماً.

## التعليم
تعلم في جامعة لايدن
.